# Instrumentation Science & Technology
Instrumentation Science & Technology, abgekürzt Instrum. Sci. Technol., ist eine wissenschaftliche Fachzeitschrift, die vom Taylor & Francis-Verlag veröffentlicht wird. Die Zeitschrift wurde 1968 unter dem Namen Chemical Instrumentation gegründet, der Name wurde 1979 in Chemical, Biomedical and Environmental Instrumentation geändert, 1984 erfolgte eine Änderung in Analytical Instrumentation und 1994 folgte die Änderung in Instrumentation Science & Technology. Sie erscheint mit sechs Ausgaben im Jahr. Es werden Artikel veröffentlicht, die sich mit der Anwendung innovativer instrumenteller Techniken in der analytischen Chemie beschäftigen.
Der Impact Factor lag im Jahr 2014 bei 0,539. Nach der Statistik des ISI Web of Knowledge wird das Journal mit diesem Impact Factor in der Kategorie analytische Chemie an 66. Stelle von 74 Zeitschriften und in der Kategorie Instrumente & Instrumentierung an 46. Stelle von 56 Zeitschriften geführt.